# Rhacophorus
Rhacophorus é um género de anfíbios da família Rhacophoridae. Está distribuído por Índia, Japão, Filipinas e desde a China até Sulawesi.

## Espécies
- Rhacophorus achantharrhena Harvey, Pemberton, and Smith, 2002
- Rhacophorus angulirostris Ahl, 1927
- Rhacophorus annamensis Smith, 1924
- Rhacophorus appendiculatus (Günther, 1858)
- Rhacophorus arboreus (Okada and Kawano, 1924)
- Rhacophorus arvalis Lue, Lai, and Chen, 1995
- Rhacophorus aurantiventris Lue, Lai, and Chen, 1994
- Rhacophorus baluensis Inger, 1954
- Rhacophorus barisani Harvey, Pemberton, and Smith, 2002
- Rhacophorus belalongensis Dehling and Grafe, 2008
- Rhacophorus bifasciatus Van Kampen, 1923
- Rhacophorus bimaculatus (Peters, 1867)
- Rhacophorus bipunctatus Ahl, 1927
- Rhacophorus burmanus (Andersson, 1939)
- Rhacophorus calcadensis Ahl, 1927
- Rhacophorus calcaneus Smith, 1924
- Rhacophorus catamitus Harvey, Pemberton, and Smith, 2002
- Rhacophorus chenfui Liu, 1945
- Rhacophorus chuyangsinensis Orlov, Nguyen, and Ho, 2008
- Rhacophorus cyanopunctatus Manthey and Steiof, 1998
- Rhacophorus dennysi Blanford, 1881
- Rhacophorus dorsoviridis Bourret, 1937
- Rhacophorus duboisi Ohler, Marquis, Swan, and Grosjean, 2000
- Rhacophorus dugritei (David, 1872)
- Rhacophorus dulitensis Boulenger, 1892
- Rhacophorus edentulus Müller, 1894
- Rhacophorus everetti Boulenger, 1894
- Rhacophorus exechopygus Inger, Orlov, and Darevsky, 1999
- Rhacophorus fasciatus Boulenger, 1895
- Rhacophorus feae Boulenger, 1893
- Rhacophorus gadingensis Das and Haas, 2005
- Rhacophorus gauni (Inger, 1966)
- Rhacophorus georgii Roux, 1904
- Rhacophorus harrissoni Inger and Haile, 1959
- Rhacophorus hoanglienensis Orlov, Lathrop, Murphy, and Ho, 2001
- Rhacophorus hui Liu, 1945
- Rhacophorus hungfuensis Liu and Hu, 1961
- Rhacophorus jarujini Matsui and Panha, 2006
- Rhacophorus kajau Dring, 1983
- Rhacophorus kio Ohler and Delorme, 2006
- Rhacophorus laoshan Mo, Jiang, Xie, and Ohler, 2008
- Rhacophorus lateralis Boulenger, 1883
- Rhacophorus leucofasciatus Liu and Hu, 1962
- Rhacophorus malabaricus Jerdon, 1870
- Rhacophorus margaritifer (Schlegel, 1837)
- Rhacophorus marmoridorsum Orlov, 2008
- Rhacophorus maximus Günther, 1858
- Rhacophorus minimus Rao, Wilkinson, and Liu, 2006
- Rhacophorus modestus Boulenger, 1920
- Rhacophorus moltrechti Boulenger, 1908
- Rhacophorus monticola Boulenger, 1896
- Rhacophorus nigropalmatus Boulenger, 1895
- Rhacophorus nigropunctatus Liu, Hu, and Yang, 1962
- Rhacophorus omeimontis (Stejneger, 1924)
- Rhacophorus orlovi Ziegler and Köhler, 2001
- Rhacophorus owstoni (Stejneger, 1907)
- Rhacophorus pardalis Günther, 1858
- Rhacophorus penanorum Dehling, 2008
- Rhacophorus poecilonotus Boulenger, 1920
- Rhacophorus prasinatus Mou, Risch, and Lue, 1983
- Rhacophorus prominanus Smith, 1924
- Rhacophorus pseudomalabaricus Vasudevan and Dutta, 2000
- Rhacophorus puerensis (He, 1999)
- Rhacophorus reinwardtii (Schlegel, 1840)
- Rhacophorus rhodopus Liu and Hu, 1960
- Rhacophorus robinsonii Boulenger, 1903
- Rhacophorus rufipes Inger, 1966
- Rhacophorus schlegelii (Günther, 1858)
- Rhacophorus spelaeus Orlov, Gnophanxay, Phimminith, and Phomphoumy, 2010
- Rhacophorus subansiriensis Mathew and Sen, 2009
- Rhacophorus suffry Bordoloi, Bortamuli, and Ohler, 2007
- Rhacophorus taipeianus Liang and Wang, 1978
- Rhacophorus translineatus Wu, 1977
- Rhacophorus tuberculatus (Anderson, 1871)
- Rhacophorus turpes Smith, 1940
- Rhacophorus vampyrus Rowley, Le, Thi, Stuart, and Hoang, 2010
- Rhacophorus verrucopus Huang, 1983
- Rhacophorus viridis (Hallowell, 1861)
- Rhacophorus yaoshanensis Liu and Hu, 1962
- Rhacophorus yinggelingensis Chou, Lau, and Chan, 2007